# Critics’ Choice Movie Awards 2011

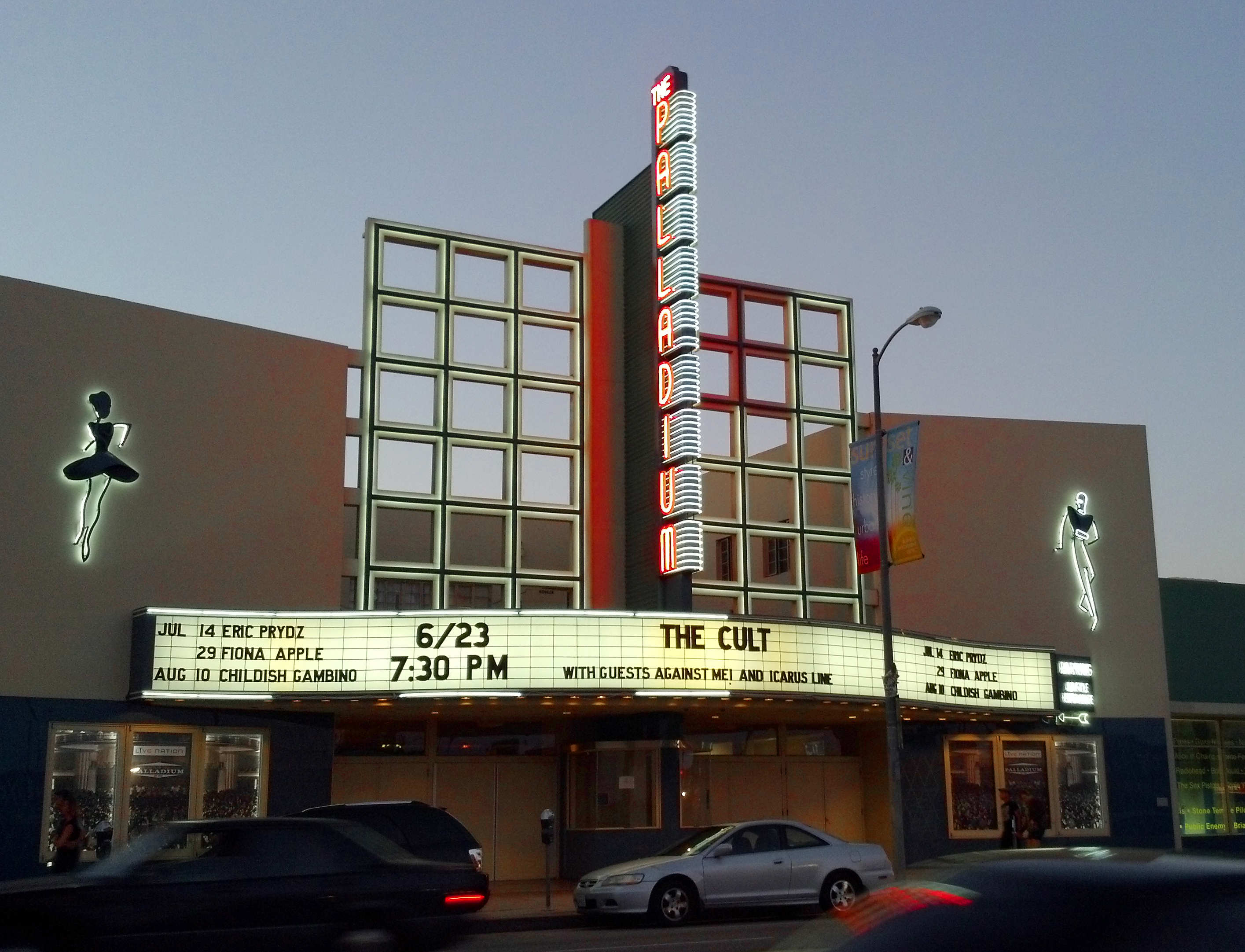
Das Hollywood Palladium, Veranstaltungsort der Critics’ Choice Movie Awards 2011

Die Critics’ Choice Movie Awards 2011 wurden von der Broadcast Film Critics Association am 14. Januar 2011 im Hollywood Palladium Theater am Sunset Boulevard im kalifornischen Los Angeles vergeben. Die Kritiker würdigten auf der insgesamt 16. Verleihung der Awards die besten Leistungen des Filmjahres 2010. Die Zeremonie wurde live auf dem US-amerikanischen Kabelsender VH1 ausgestrahlt.
Die Nominierungen für die diesjährigen 25 Kategorien wurden am 13. Dezember 2010 bekanntgegeben.

## Gewinner und Nominierte
| Film                                    | N   | A |
| --------------------------------------- | --- | - |
| Black Swan                              | 120 | 1 |
| The King’s Speech – Die Rede des Königs | 110 | 2 |
| True Grit                               | 110 | 1 |
| Inception                               | 100 | 6 |
| The Social Network                      | 9   | 4 |
| 127 Hours                               | 8   | 1 |
| The Fighter                             | 6   | 3 |
| The Town – Stadt ohne Gnade             | 5   | 0 |
| Toy Story 3                             | 5   | 1 |
| Alice im Wunderland                     | 4   | 2 |
| The Kids Are All Right                  | 4   | 0 |
| Winter’s Bone                           | 4   | 0 |

(fett: Gewinner / eingerückt: weitere Nominierte)

### Bester Film
The Social Network
127 Hours
Black Swan
The Fighter
Inception
The King’s Speech – Die Rede des Königs (The King’s Speech)
The Town – Stadt ohne Gnade (The Town)
Toy Story 3
True Grit
Winter’s Bone

### Bester Hauptdarsteller
Colin Firth – The King’s Speech – Die Rede des Königs (The King’s Speech)
James Franco – 127 Hours
Jeff Bridges – True Grit
Jesse Eisenberg – The Social Network
Robert Duvall – Am Ende des Weges – Eine wahre Lügengeschichte (Get Low)
Ryan Gosling – Blue Valentine

### Beste Hauptdarstellerin
Natalie Portman – Black Swan
Annette Bening – The Kids Are All Right
Jennifer Lawrence – Winter’s Bone
Michelle Williams – Blue Valentine
Nicole Kidman – Rabbit Hole
Noomi Rapace – Verblendung (Män som hatar kvinnor)

### Bester Nebendarsteller
Christian Bale – The Fighter
Andrew Garfield – The Social Network
Geoffrey Rush – The King’s Speech – Die Rede des Königs (The King’s Speech)
Jeremy Renner – The Town – Stadt ohne Gnade (The Town)
Mark Ruffalo – The Kids Are All Right
Sam Rockwell – Betty Anne Waters (Conviction)

### Beste Nebendarstellerin
Melissa Leo – The Fighter
Amy Adams – The Fighter
Hailee Steinfeld – True Grit
Helena Bonham Carter – The King’s Speech – Die Rede des Königs (The King’s Speech)
Jacki Weaver – Königreich des Verbrechens (Animal Kingdom)
Mila Kunis – Black Swan

### Beste Jungdarsteller
Hailee Steinfeld – True Grit
Chloe Grace Moretz – Kick-Ass
Chloe Grace Moretz – Let Me In
Elle Fanning – Somewhere
Jennifer Lawrence – Winter’s Bone
Kodi Smit-McPhee – Let Me In

### Bestes Schauspielensemble
The Fighter
The Kids Are All Right
The King’s Speech – Die Rede des Königs (The King’s Speech)
The Social Network
The Town – Stadt ohne Gnade (The Town)

### Beste Regie
David Fincher – The Social Network
Christopher Nolan – Inception
Danny Boyle – 127 Hours
Darren Aronofsky – Black Swan
Ethan und Joel Coen – True Grit
Tom Hooper – The King’s Speech – Die Rede des Königs (The King’s Speech)

### Bestes Originaldrehbuch
David Seidler – The King’s Speech – Die Rede des Königs (The King’s Speech)
Mike Leigh – Another Year
Andres Heinz, John McLaughlin und Mark Heyman – Black Swan
Eric Johnson, Keith Dorrington, Paul Tamasy und Scott Silver – The Fighter
Christopher Nolan – Inception
Lisa Cholodenko, Stuart Blumberg – The Kids Are All Right

### Bestes adaptiertes Drehbuch
Aaron Sorkin – The Social Network
Danny Boyle, Simon Beaufoy – 127 Hours
Aaron Stockard, Ben Affleck, Peter Craig – The Town – Stadt ohne Gnade (The Town)
Andrew Stanton, John Lasseter, Lee Unkrich, Michael Arndt – Toy Story 3
Ethan und Joel Coen – True Grit
Anne Rosellini, Debra Granik – Winter’s Bone

### Beste Kamera
Wally Pfister – Inception
Anthony Dod Mantle, Enrique Chediak – 127 Hours
Matthew Libatique – Black Swan
Danny Cohen – The King’s Speech – Die Rede des Königs (The King’s Speech)
Roger Deakins – True Grit

### Bestes Szenenbild
Guy Hendrix Dyas, Doug Mowat, Larry Dias – Inception
Robert Stromberg, Karen O’Hara – Alice im Wunderland (Alice in Wonderland)
Thérèse DePrez, Tora Peterson – Black Swan
Eve Stewart, Judy Farr – The King’s Speech – Die Rede des Königs (The King’s Speech)
Jess Gonchor, Nancy Haigh – True Grit

### Bester Schnitt
Lee Smith – Inception
Jon Harris – 127 Hours
Andrew Weisblum – Black Swan
Angus Wall, Kirk Baxter – The Social Network

### Beste Kostüme
Colleen Atwood – Alice im Wunderland (Alice in Wonderland)
Amy Westcott – Black Swan
Jenny Beavan – The King’s Speech – Die Rede des Königs (The King’s Speech)
Mary Zophres – True Grit

### Bestes Make-up
Alice im Wunderland (Alice in Wonderland)
Black Swan
Harry Potter und die Heiligtümer des Todes – Teil 1 (Harry Potter and the Deathly Hallows – Part 1)
True Grit

### Beste visuelle Effekte
Inception
Alice im Wunderland (Alice in Wonderland)
Harry Potter und die Heiligtümer des Todes – Teil 1 (Harry Potter and the Deathly Hallows – Part 1)
Tron: Legacy

### Bester Ton
Inception
127 Hours
Black Swan
The Social Network
Toy Story 3

### Bester animierter Spielfilm
Toy Story 3
Ich – Einfach unverbesserlich (Despicable Me)
Drachenzähmen leicht gemacht (How to Train Your Dragon)
Der Illusionist (L’Illusionniste)
Rapunzel – Neu verföhnt (Tangled)
Für immer Shrek (Shrek Forever After)

### Bester Actionfilm
Inception
Kick-Ass
R.E.D. – Älter, Härter, Besser (Red)
The Town – Stadt ohne Gnade (The Town)
Unstoppable – Außer Kontrolle (Unstoppable)
Iron Man 2

### Beste Komödie
Einfach zu haben (Easy A)
Cyrus – Meine Freundin, ihr Sohn und ich (Cyrus)
Date Night – Gangster für eine Nacht (Date Night)
Männertrip (Get Him to the Greek)
I Love You Phillip Morris
Die etwas anderen Cops (The Other Guys)

### Bester Fernsehfilm
The Pacific
Du gehst nicht allein (Temple Gradin)
Ein Leben für den Tod (You Don’t Know Jack)

### Bester fremdsprachiger Film
Verblendung (Män som hatar kvinnor)
Biutiful
Ich bin die Liebe (Io sono l’amore)

### Bester Dokumentarfilm
Waiting for „Superman“
Exit Through the Gift Shop
Inside Job
Joan Rivers: A Piece of Work
Restrepo
The Tillman Story

### Bestes Lied
„If I Rise“ aus 127 Hours
„I See the Light“ aus Rapunzel – Neu verföhnt (Tangled)
„Shine“ aus Waiting for „Superman“
„We Belong Together“ aus Toy Story 3
„You Haven't Seen the Last of Me“ aus Burlesque
„Darling I Do“ aus Für immer Shrek (Shrek Forever After)

### Bester Komponist
Atticus Ross, Trent Reznor – The Social Network
Clint Mansell – Black Swan
Hans Zimmer – Inception
Alexandre Desplat – The King’s Speech – Die Rede des Königs (The King’s Speech)
Carter Burwell – True Grit